# Henrik Anker Bjerregaard
Henrik Anker Bjerregaard, född den 1 januari 1792 i Ringsaker, död den 7 april 1842 i Kristiania, var en norsk författare och höjesteretsassessor.
Bjerregaard var verksam som lyriker och novellist, men hade framgång främst som dramatiker. Det verk som bevarat hans namn till eftervärlden är sånglustspelet Fjeldeventyret (1824). 
Bjerregaards något retoriska dikt Sønner af Norge blev prisbelönt som den bästa nationalsången och sjöngs som sådan, tills den avlöstes av Ja, vi elsker dette landet. Den tonsattes av Christian Blom.